# Миттельштадт, Кейси
Кейси Миттельштадт (англ. Casey Mittelstadt; 22 ноября 1998, Идайна, Миннесота, США) — американский профессиональный хоккеист, нападающий клуба НХЛ «Бостон Брюинз».

## Карьера

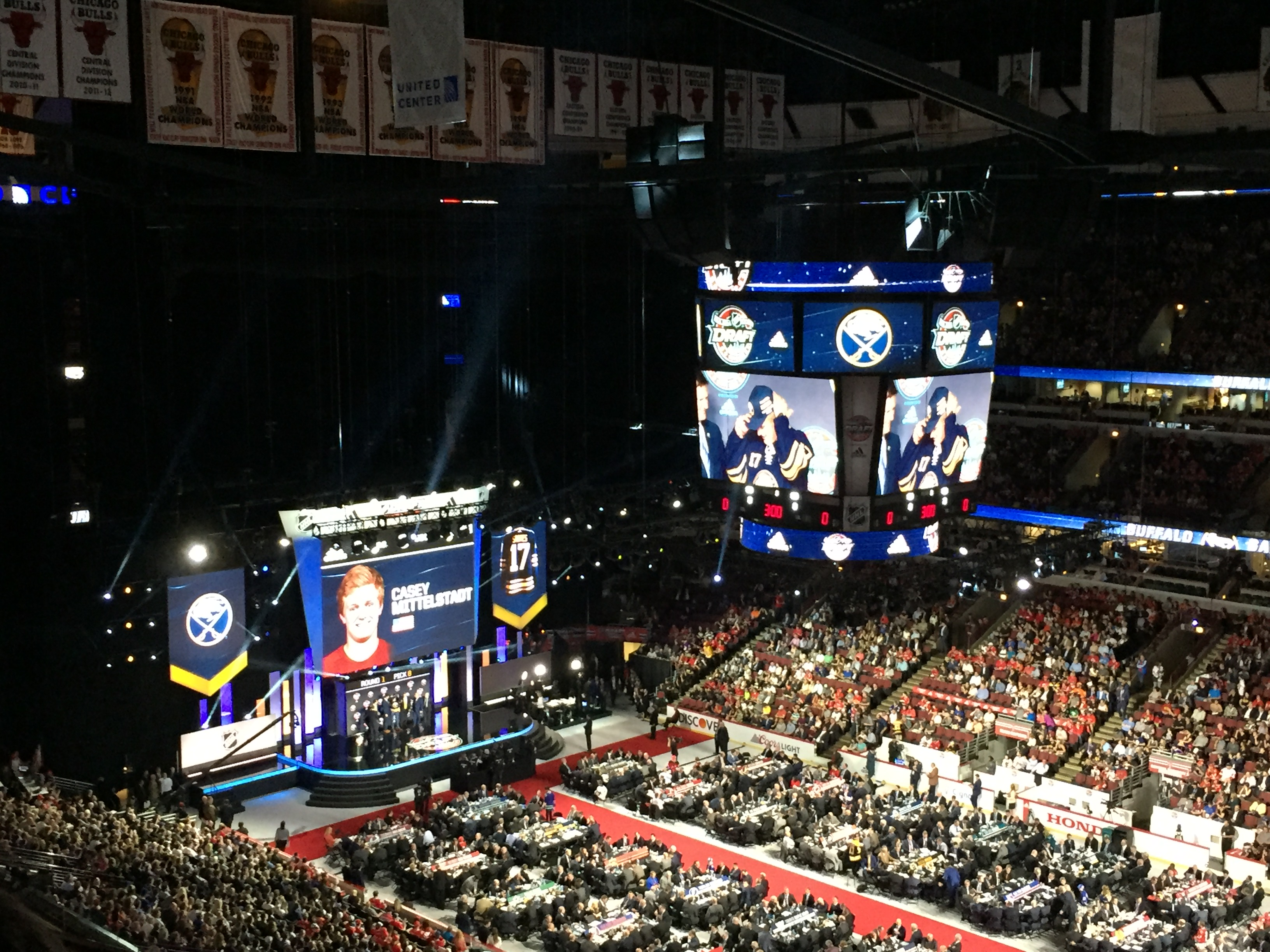
Баффало Сейбрз выбирает Миттельштадта на драфте НХЛ 2017.

Миттельштадт учился в колледже Иден-Прери, где и начал делать свои первые шаги в хоккее, играя за местную команду.
Успехи Кейси не остались без внимания скаутов НХЛ, которые поставили его на высокую третью строчку рейтинга среди полевых игроков, играющих в Северной Америке, перед входящим драфтом для новичков. 23 июня 2017 года Миттельштадт был выбран в 1-м раунде под общим 8-м номером клубом «Баффало Сейбрз».
Сезон 2017/18 Кейси провёл в университетской лиге США, играя за хоккейную команду Университета Миннесоты, где набрал 30 очков в регулярном чемпионате и занял 7 место среди бомбардиров лиги. По итогам сезона Миттельштадт был номинирован на приз лучшему игроку лиги, наряду с Куинном Хьюзом и Митчеллом Левандовски, но в результате уступил приз Левандовски.
26 марта 2018 года Кейси подписал трёхлетний контракт новичка с «Баффало Сейбрз». Уже 29 марта 2018 года Миттельштадт дебютировал в НХЛ в матче против команды «Детройт Ред Уингз», сразу же записав на свой счёт первый результативный балл в карьере, отдав голевую передачу. 6 апреля 2018 года Кейси забил свой первый гол в карьере в ворота команды «Тампа Бэй Лайтнинг», однако матч всё же закончился поражением «Сейбрз» со счётом 5:7.
6 марта 2024 года Миттельштадт был обменян в «Колорадо Эвеланш» на защитника Боуэна Байрэма.
7 марта 2025 года Миттельштадт вместе с выбором во втором раунде драфта 2025 года был обменян в «Бостон Брюинз» на Чарли Койла и выбор в пятом раунде драфта 2026 года.